# La Noche Triste
La Noche Triste (sp. sorgenatten) kallas natten mellan den 30 juni och 1 juli 1520 då conquistadoren Hernán Cortés och hans här (bestående av spanjorer och tlaxcalaner) besegrades av de aztekiska krigarna i Tenochtitlan (i dag Mexico City) vid Texcocosjön.